# Prinzenkegel
Der Prinzenkegel oder die Prinzen-Kegelschnecke (Conus princeps) ist eine Schnecke aus der Familie der Kegelschnecken (Gattung Conus), die im östlichen Pazifischen Ozean an der Küste Amerikas von Mexiko bis Peru verbreitet ist. Sie ernährt sich von Vielborstern (Polychaeta).

## Merkmale
Conus princeps trägt ein mittelgroßes bis mäßig großes Schneckenhaus, das bei ausgewachsenen Schnecken 3 bis 13 cm Länge erreicht. Der Körperumgang ist breit kegelförmig, der Umriss gerade, die Schulter gewinkelt. Das niedrige Gewinde ist in größeren Abständen mit deutlichen Tuberkeln besetzt. Der Körperumgang ist nahe der Basis mit spiraligen Streifen skulpturiert.
Die Grundfarbe des Gehäuses ist gelblich-braun, orange oder rosa, manchmal ohne Zeichnung, meist jedoch mit unregelmäßigen, meist durchgehend vom Gewinde zur Basis längs verlaufenden, kastanienbraunen bis schokoladenbraunen Streifen, die fein und dicht oder auch breiter und weiter voneinander entfernt sein können. Das Innere der Gehäusemündung ist gelb oder rosa. Das faserige, dunkelbraune Periostracum ist in Abständen mit umlaufenden Reihen kleiner Büschel überzogen.

## Verbreitung und Lebensraum
Conus princeps ist im östlichen Pazifischen Ozean an der Küste Mittelamerikas und Südamerikas vom Golf von Kalifornien (Mexiko) bis ins nördliche Peru und zu den Galapagosinseln verbreitet. Er lebt in der Gezeitenzone und in Meerestiefen von etwa 30 m auf felsigen Untergründen.

## Entwicklungszyklus
Wie alle Kegelschnecken ist Conus princeps getrenntgeschlechtlich, und das Männchen begattet das Weibchen mit seinem Penis. Die Eier in den Eikapseln entwickeln sich zu Veliger-Larven, die schließlich niedersinken und zu kriechenden Schnecken metamorphosieren.

## Ernährung
Die Beute von Conus princeps besteht aus Vielborstern, die er mit seinen Radulazähnen sticht und mithilfe von Gift aus der Giftdrüse immobilisiert.